# Expulsión de los mercaderes del Templo

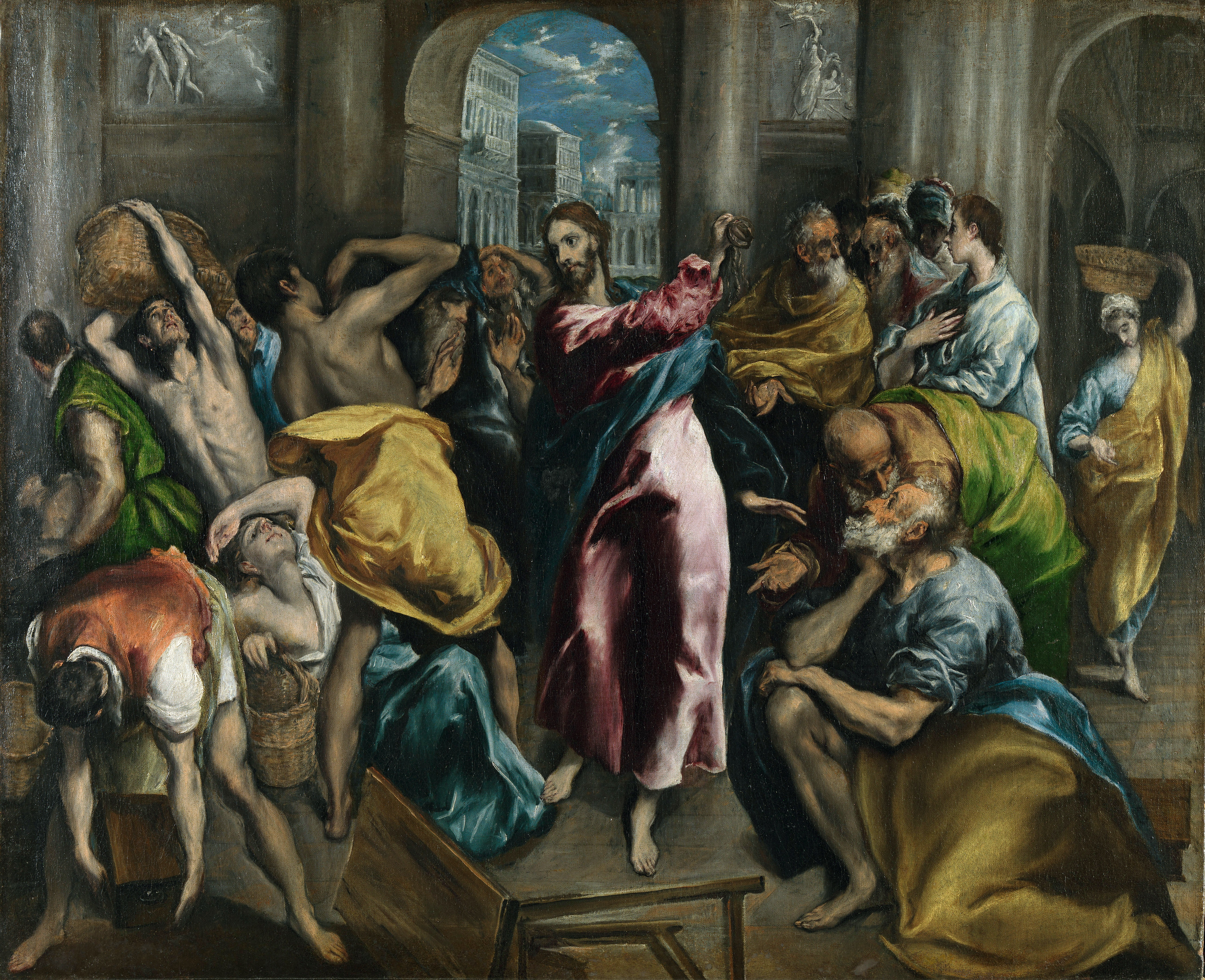
Expulsión de los mercaderes del Templo, de El Greco, 1600.

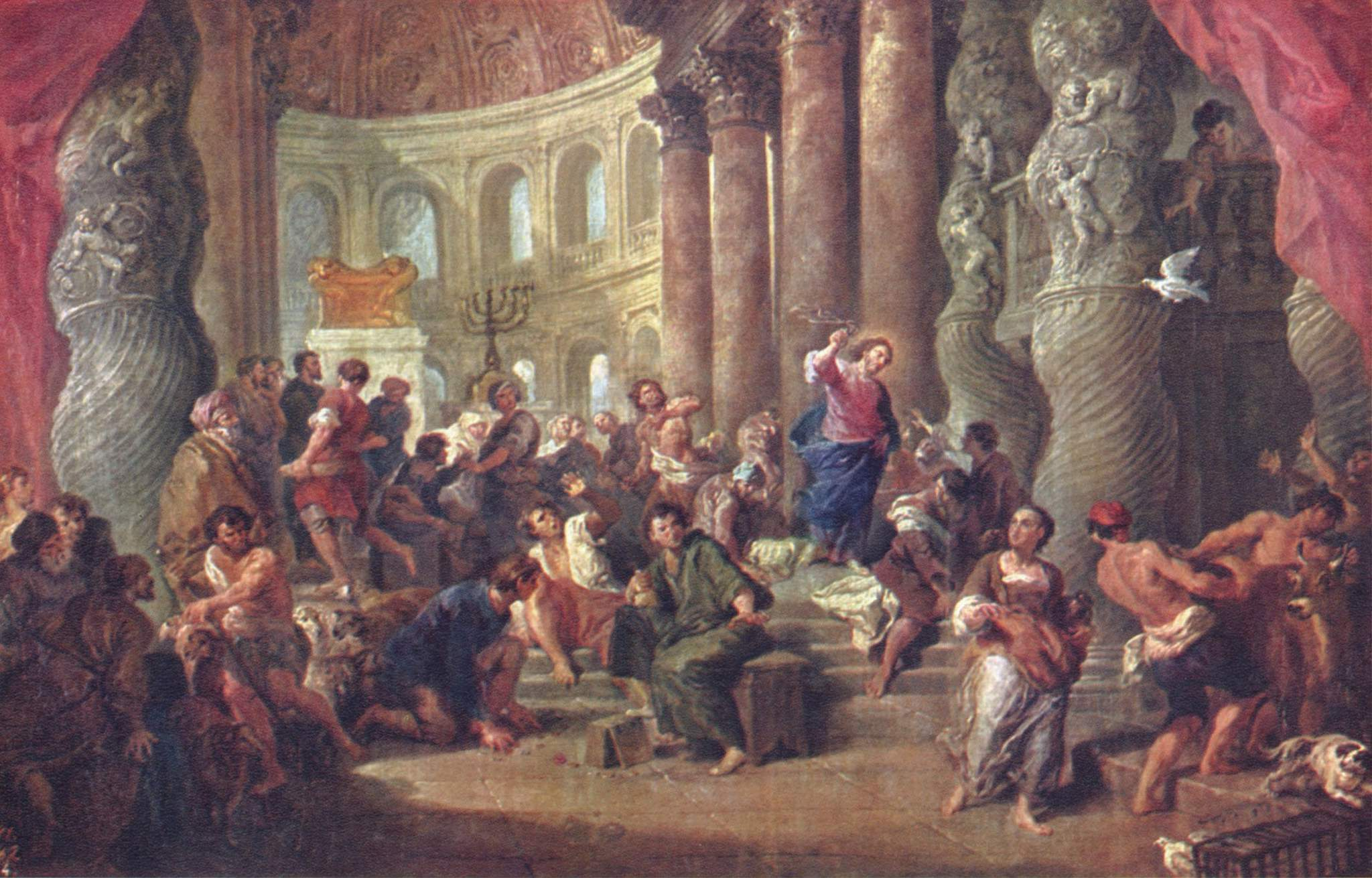
Expulsión de los mercaderes del Templo, de Giovanni Pannini.

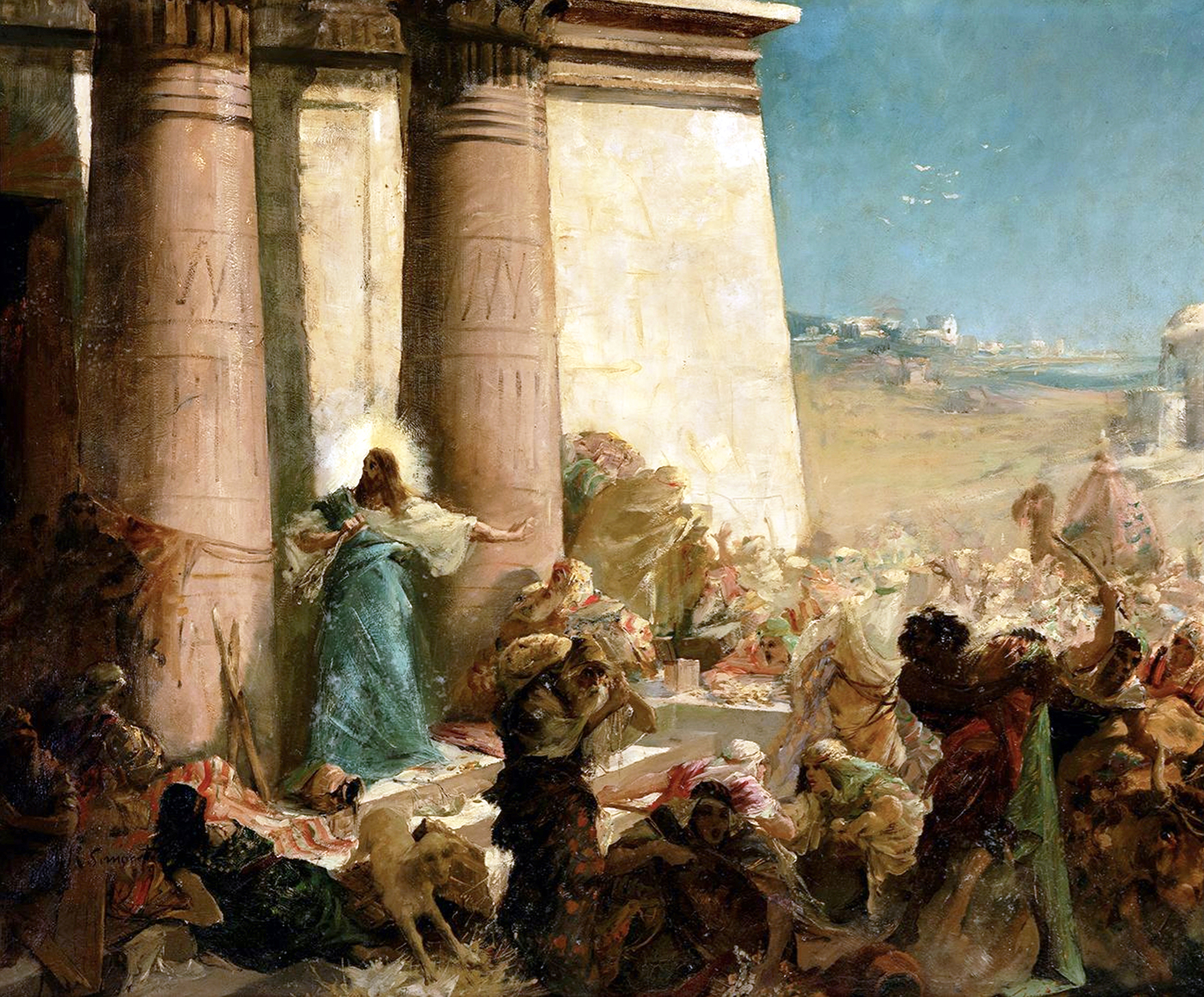
Expulsión de los mercaderes del Templo, de Enrique Simonet.

Expulsión de los mercaderes del Templo, o purificación del Templo, es la denominación de una escena evangélica protagonizada por Jesús de Nazaret en las vísperas de la Pascua judía. Aparece en todos los Evangelios; aunque, mientras que en los sinópticos ocurre al final (Evangelio de Mateo, capítulo 21, versículos 12-17, Evangelio de Marcos, capítulo 11, versículos 15-18, Evangelio de Lucas, capítulo 19, versículo 45); en el Evangelio de Juan ocurre al principio (capítulo segundo, versículos 13-25). Esto ha producido que algunos estudios bíblicos los identifiquen como dos hechos diferentes.
En este episodio Jesús visita el Templo de Jerusalén, el llamado Templo de Herodes, cuyo patio es descrito como "lleno de ganado" y tablas de cambistas, que cambiaban las monedas griegas y romanas por monedas tirias (las únicas que podían usarse en las ceremonias del Templo). Jesús se molestó tanto por esa situación que hizo salir al ganado y tiró las mesas de los cambistas y de los vendedores de palomas, haciendo caer las monedas por el suelo.
En el Evangelio de Juan, esta es la primera de las tres veces que Jesús va a Jerusalén para la Pascua. En esta versión se recoge que durante la Pascua Jesús realizó un milagro no especificado, lo que causó que la gente creyera en él, pero Él no se fiaba de ellos, pues los conocía a todos. Algunos estudiosos han comentado que esta última declaración sobre conocer a todos los hombres retrata a Jesús como conocedor de almas y mentes (Brown et al. 955), por lo que Juan daría a entender la naturaleza divina de Jesús.
Este evento satisface el criterio del atestiguamiento múltiple y, para los estudiosos del Jesús histórico, acredita el hecho de que este evento estuvo relacionado con el arresto y la crucifixión de Jesús.

## Texto bíblico

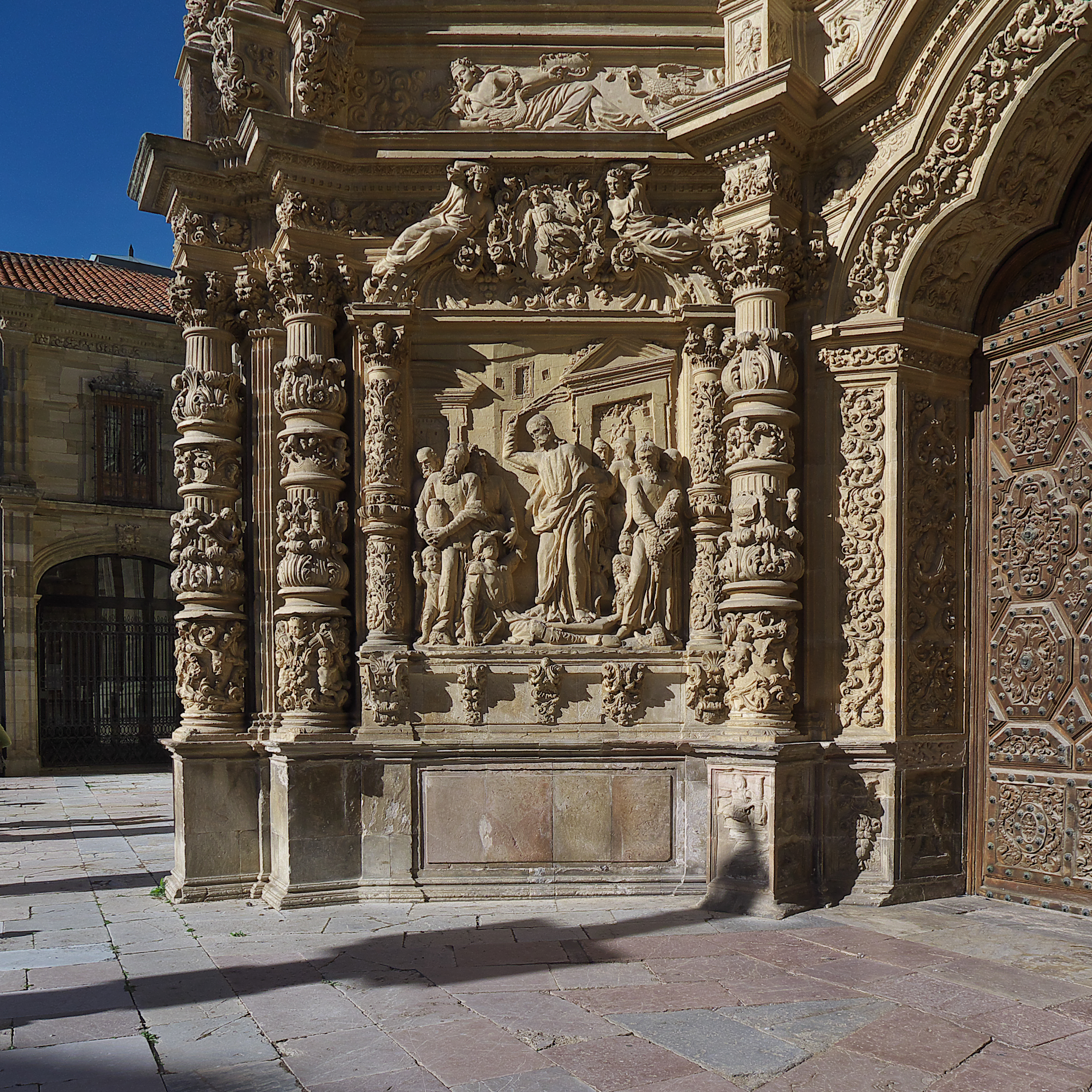
Catedral de Astorga

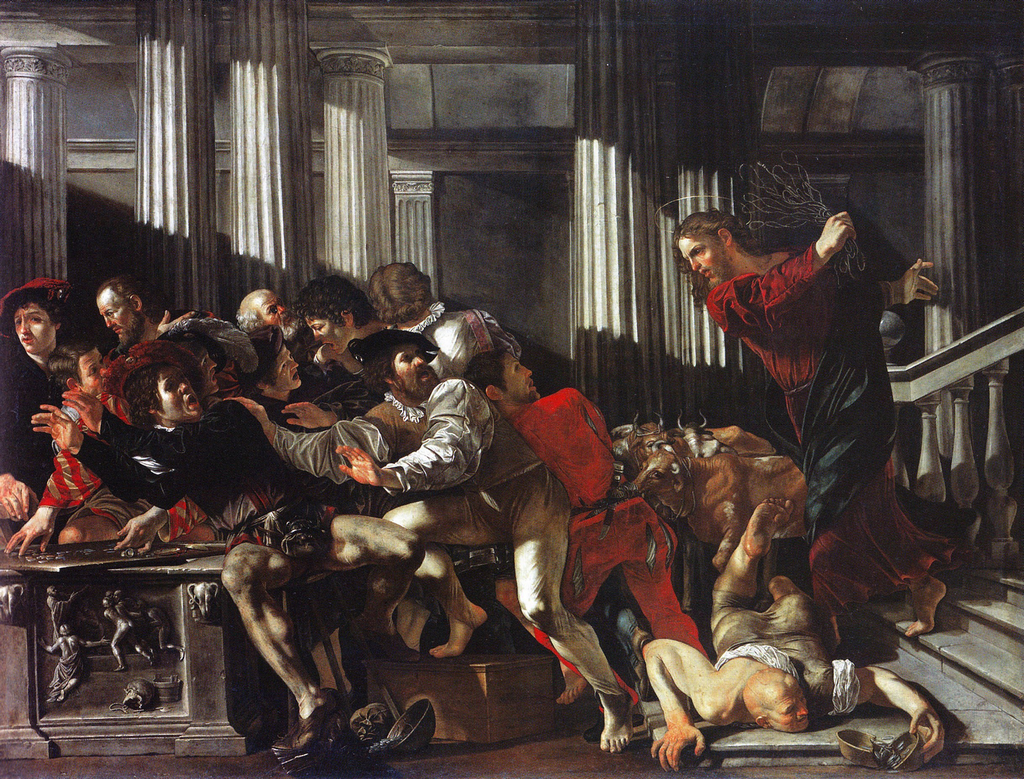
Expulsión de los mercaderes del Templo, Staatliche Museen, Berlín.

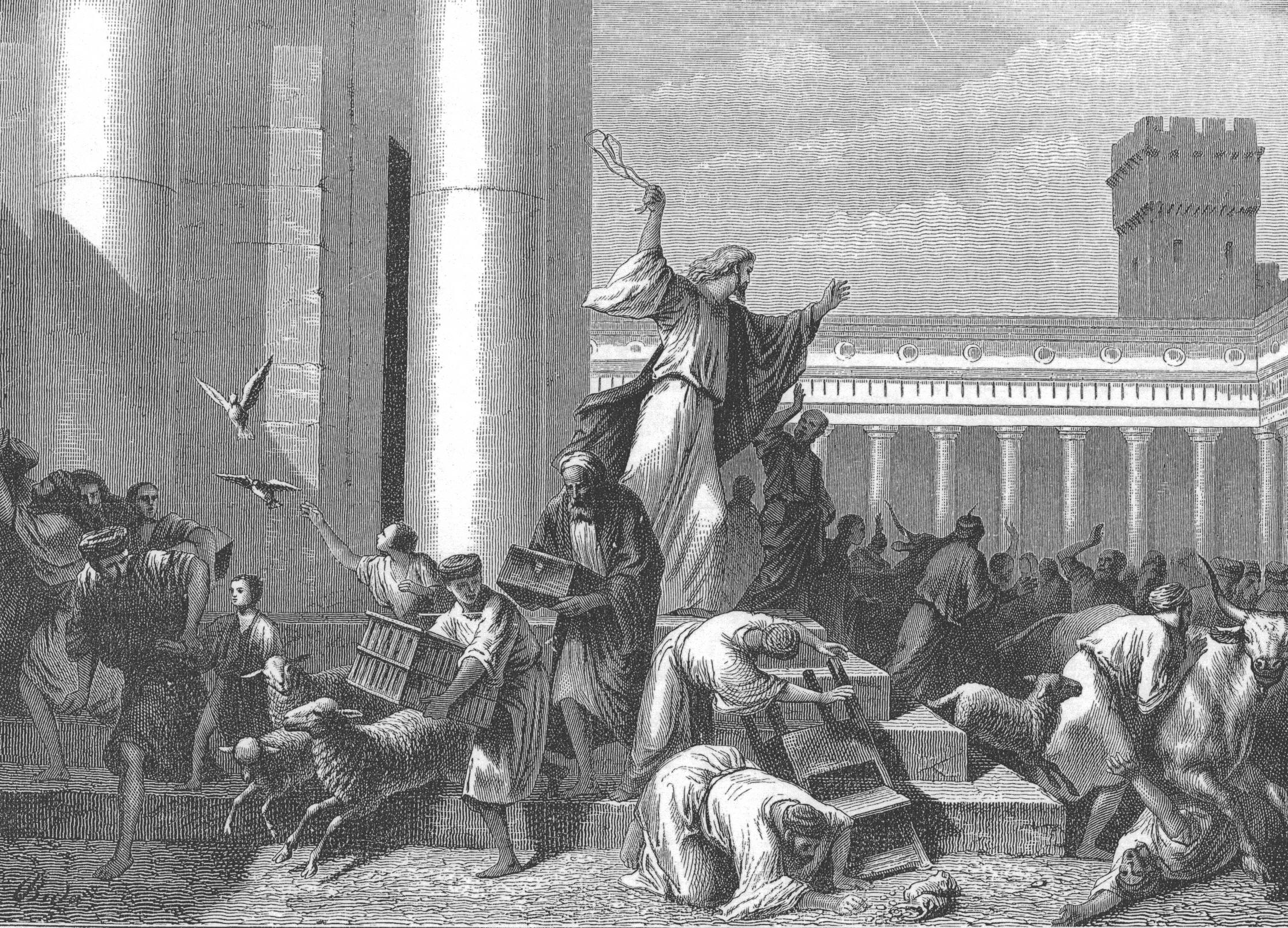
Litografía de Alexander Bida, titulada Jesús Expulsa del Templo a los Fariseos.

De acuerdo a los sinópticos, Jesús apuntó específicamente a los cambistas y vendedores de palomas y justificó sus acciones citando al Libro de Isaías y al Libro de Jeremías:
Mi casa será llamada casa de oración para todas las naciones.—Isaías; 56, 7
y
Pero vosotros la habéis convertido en una cueva de ladrones—Jeremías; 7, 11
La cita de Isaías viene de una sección que instruye sobre cómo obedecer la voluntad de Dios si los judíos no estaban autorizados a orar dentro del Templo y entonces conversar con Dios.
El texto bíblico según  san Mateo es el siguiente:

Entró Jesús en el Templo y expulsó a todos los que vendían y compraban en el Templo; volcó las mesas de los cambistas y los puestos de los que vendían palomas, mientras les decía: —Escrito está: Mi casa será llamada casa de oración, pero vosotros la estáis convirtiendo en una cueva de ladrones.

 San Marcos lo relata de la siguiente manera:

Llegaron a Jerusalén. Y, entrando en el Templo, comenzó a expulsar a los que vendían y a los que compraban en el Templo, y volcó las mesas de los cambistas y los puestos de los que vendían palomas. Y no permitía que nadie transportase cosas por el Templo. Y les enseñaba diciendo: —¿No está escrito: Mi casa será llamada casa de oración para todas las naciones? Vosotros, en cambio, la habéis convertido en una cueva de ladrones. Lo oyeron los príncipes de los sacerdotes y los escribas, y buscaban el modo de acabar con él; pues le temían, ya que toda la muchedumbre quedaba admirada de su enseñanza.

 San Lucas lo describe así:

Entró en el Templo y comenzó a expulsar a los que vendían, diciéndoles: —Está escrito: Mi casa será casa de oración, pero vosotros la habéis convertido en una cueva de ladrones. Y enseñaba todos los días en el Templo. Pero los príncipes de los sacerdotes y los escribas buscaban acabar con él, lo mismo que los jefes del pueblo, pero no encontraban cómo hacerlo, pues todo el pueblo estaba pendiente escuchándole.

El apóstol  san Juan lo cita de la siguiente manera:

Pronto iba a ser la Pascua de los judíos y Jesús subió a Jerusalén. Encontró en el Templo a los vendedores de bueyes, ovejas y palomas, y a los cambistas en sus puestos. Con unas cuerdas hizo un látigo y arrojó a todos del Templo, con las ovejas y los bueyes; tiró las monedas de los cambistas y volcó las mesas. Y les dijo a los que vendían palomas: —Quitad esto de aquí: no hagáis de la casa de mi Padre un mercado.

Se dice que Jesús visitó el Templo de Jerusalén, donde se describe el patio como lleno de ganado, mercaderes y las mesas de los cambistas, que cambiaban el dinero estándar de la Antigua Grecia y la Antigua Roma por shekel judío y shekel tirio.  Jerusalén estaba abarrotada de judíos que habían acudido para la Pascua, tal vez entre 300 000 y 400 000 peregrinos.

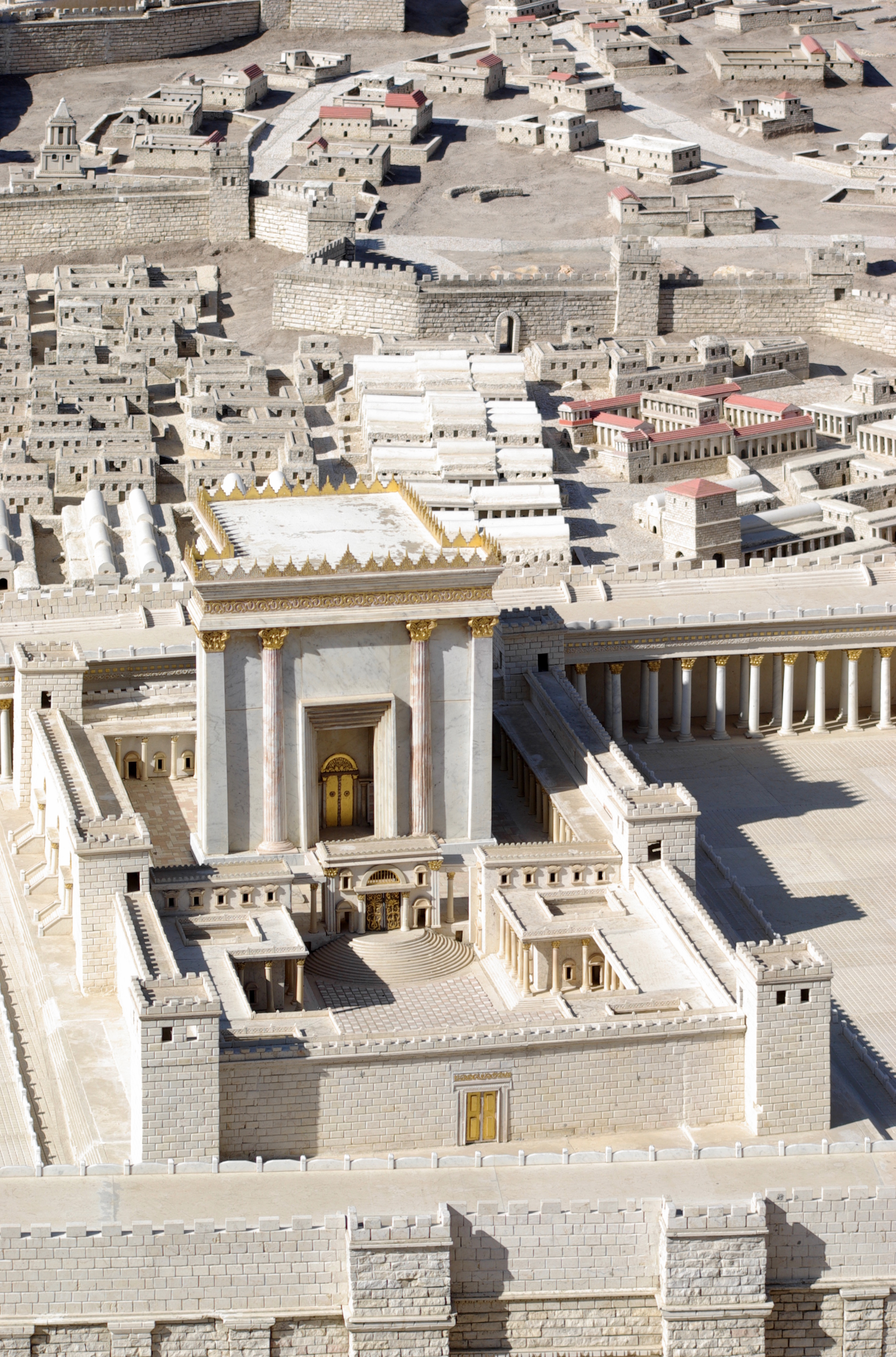
El Templo de Herodes, al que se hace referencia en Juan 2:13, como se imagina en la Maqueta de Jerusalén del Segundo Templo. Actualmente se encuentra junto a la exposición Santuario del Libro del Museo de Israel de Jerusalén.

Y habiendo hecho un azote de cuerdas pequeñas, echó a todos del templo, y a las ovejas y a los bueyes; y derramó el dinero de los cambistas, y derribó las mesas; y dijo a los que vendían palomas: Quitad esto de aquí; no hagáis de la casa de mi Padre una casa de mercado.
2:15-16

Y entró Jesús en el templo de Dios, y echó fuera a todos los que vendían y compraban en el templo, y volcó las mesas de los cambistas, y los asientos de los que vendían palomas, y les dijo: Escrito está: Mi casa, casa de oración será llamada; mas vosotros la habéis hecho cueva de ladrones.
KJV

## Interpretación de la Iglesia católica
En el Evangelio de Mateo se citan tres señales mesiánicas del primer día que fue Jesús en Jerusalén: la purificación del Templo;  las curaciones y la alabanza a Dios de los humildes  del Libro de los Salmos que Jesús realizada en las alabanzas de los niños. En el libro del Éxodo se ordenaba al pueblo de Israel que, cuando fuesen al Templo, no lo hicieran con las manos vacías, que llevasen alguna víctima para el sacrificio. Para facilitar el cumplimiento de este mandato, se había organizado fuera del templo, concretamente en los atrios, un servicio de compraventa de animales de entidad menor para la ofrenda. En un  principio parece que lo que fue útil había degenerado convirtiendo el templo en un verdadero mercado de animales. Jesucristo, movido por el celo de la casa de su  Padre, los arrojó de fuera.
El «segundo día de la semana» Jesús realizó otros signos reveladores de su carácter de ser  el Mesías: en el Templo, con sus actos aparentemente violentos, cumplió las profecías de Zacarías según las cuales el templo tenía que ser purificado y ser un lugar de oración.
Ya se empieza a cumplir aquello que había anunciado el propio Jesús: por un lado, la purificación del Templo y, en segundo lugar, que los jefes del pueblo empezarían a planear su muerte. El gesto de Jesús muestra el respeto que se debe tener con la Casa del Señor. Mucha mayor veneración merecerán los templos de todo el mundo donde Jesús está presente en la Sagrada Eucaristía.

## Cronología
Existen debates sobre cuándo se produjo la limpieza del Templo y si hubo dos hechos separados. Santo Tomás de Aquino y san Agustín están de acuerdo en que Jesús realizó un acto similar dos veces, con las denuncias menos severas del relato joánico (mercaderes, vendedores) ocurriendo al principio del ministerio público de Jesús y las denuncias más severas de los relatos sinópticos (ladrones, salteadores) ocurriendo justo antes, y de hecho acelerando, los acontecimientos de la crucifixión.
Las afirmaciones sobre el episodio de la limpieza del Templo en el Evangelio de Juan pueden combinarse con fuentes históricas no bíblicas para obtener una estimación de cuándo ocurrió.
Juan 2:13 afirma que Jesús fue al Templo de Jerusalén alrededor del comienzo de su ministerio y Juan 2:20 afirma que le dijeron a Jesús: "Cuarenta y seis años estuvo este templo en construcción, ¿y tú quieres levantarlo en tres días?"
En las Antigüedades judías, el historiador del siglo I Flavio Josefo escribió que (Ant 15. 380) la reconstrucción del templo fue iniciada por Herodes el Grande en el año 18 de su reinado 22 a. C., dos años antes de que Augusto llegara a Siria en el 20 a. C. para devolver al hijo de Fráates IV y recibir a cambio el botín y los estandartes de tres legiones romanas (Ant 15.354). La expansión y reconstrucción del Templo fue continua, y estuvo en constante reconstrucción hasta que fue destruido en el año 70 d. C. por los romanos. Dado que habían sido necesarios 46 años de construcción hasta ese momento, la visita al Templo en el Evangelio de Juan se ha estimado en cualquier momento entre el 24-29 d. C.. Es posible que el complejo estuviera sólo unos años terminado cuando el futuro emperador Tito destruyó el Templo en el año 70 d. C.

## Interpretación de Juan 2:15
En 2012, Andy Alexis-Baker, profesor clínico asociado de Teología en la Universidad Loyola de Chicago, expuso la historia de la interpretación del pasaje joánico desde la Antigüedad:
- Orígenes (siglo III) es el primero en comentar el pasaje: niega la historicidad y lo interpreta como metafórico, donde el Templo es el alma de una persona liberada de las cosas terrenales gracias a Jesús. Por el contrario, Juan Crisóstomo (v. 391) defendió la autenticidad histórica de este pasaje, pero si consideró que Jesús había utilizado el látigo contra los mercaderes además de contra las otras bestias, precisó que era para mostrar su divinidad y que Jesús no debía ser imitado.
- Teodoro de Mopsuestia (en 381) -que respondió, durante el Primer Concilio de Constantinopla, al obispo Rabbula, acusado de golpear a sus clérigos y de justificarse por la purificación del Templo- y Cosmas Indicopleustes (v. 550) sostuvieron que el suceso no es violento y es histórico: Jesús azota ovejas y toros, pero sólo habla a los mercaderes y sólo les vuelca las mesas.
- Agustín de Hipona (en 387) se refirió a la limpieza del templo para justificar el reprender a otros por su comportamiento pecaminoso escribiendo: "Detén a los que puedas, refrena a los que puedas, asusta a los que puedas, seduce suavemente a los que puedas, sin embargo, no te quedes callado."[24]
- El papa  Gregorio VII (en 1075), citando al papa Gregorio I, se basa en este pasaje para justificar su política contra el clero simoníaco, comparándolo con los mercaderes. Otras figuras católicas medievales harán lo mismo, como Bernardo de Claraval, que justificó las Cruzadas afirmando que luchar contra los "paganos" con el mismo celo que Jesús mostró contra los mercaderes era un camino hacia la salvación.
- Durante la Reforma protestante, Juan Calvino (en 1554), en línea con Agustín de Hipona y los Gregorios, se defendió utilizando (entre otras cosas) la purificación del templo, cuando fue acusado de haber ayudado a quemar vivo a Miguel Servet, un teólogo que negaba la divinidad de Jesús.
- Andy Alexis-Baker indica que, aunque la mayoría de las Biblias de habla inglesa incluyen a seres humanos, ovejas y ganado en la flagelación, el texto original es más complejo y, tras un análisis gramatical, concluye que el texto no describe un acto violento de Jesús contra los mercaderes. [25]

## Otros datos
La atmósfera mercantil que rodea a los cambistas y el ganado extraña al lector moderno, que no puede evitar comparar su propia experiencia del culto o la oración en una iglesia o en una sinagoga con las circunstancias del antiguo culto judío, que implicaba la matanza en sacrificio de animales. Si bien los judíos podían cambiar monedas, era específicamente necesario que los no judíos hicieran el cambio de dinero.
Es casi seguro que el área en cuestión era la Corte de los Gentiles, una zona del complejo del Templo destinada específicamente para la compraventa animales para el sacrificio y para que los peregrinos judíos pudieran cambiar la moneda extranjera por la moneda local apropiada.

## Iconografía
Es un tema frecuentemente tratado en pintura. El Greco pintó cinco versiones de la escena:
- La expulsión de los mercaderes (1568, Galería Nacional de Arte de Washington).
- La expulsión de los mercaderes (1571, Instituto de Arte de Minneapolis).
- La expulsión de los mercaderes (1600, National Gallery de Londres).
- La expulsión de los mercaderes (1600, Colección Frick).
- La expulsión de los mercaderes (1610, Iglesia de San Ginés de Arlés).